# Iridosornis
Genre

## Liste d'espèces
Selon la classification de référence du Congrès ornithologique international (version 2.7, 2010) :
- Iridosornis porphyrocephalus - Tangara à cape bleue
- Iridosornis analis - Tangara à bavette jaune
- Iridosornis jelskii - Tangara à col d'or
- Iridosornis rufivertex - Tangara auréolé
- Iridosornis reinhardti - Tangara de Reinhardt